# 天津泰达足球俱乐部历史
天津泰达足球俱乐部历史按照编年体方式记述了中国足球超级联赛天津泰达足球俱乐部从1994年起参加中国国内职业足球赛事和亚洲级别比赛的征战历史。

## 1994年
1994年，天津足球俱乐部由于在1991赛季降级，并放弃1992赛季甲B联赛，全队开赴荷兰训练的关系，1994年天津一队错过了首屇职业的甲A联赛，只能和二队一起参加当年的甲B联赛。最终在本土名帅蔺新江的带领下，以20场9胜10平1负的成绩获得第二名，升级甲A联赛。

## 1995年
1995年，三星集团开始接手球队，易名天津三星。主教练仍然是老帅蔺新江。初次打入顶级职业联赛的天津队实力较弱，再加上队员伤停情况恶劣，几乎全年都在为保级而苦苦挣扎。凭借老将王俊、韩金铭等人的出色发挥而成功保级。

## 1996年
1996赛季，天津队首次引入外援，俄罗斯球员斯拉瓦、伊利达尔和巴西后卫奥斯瓦尔多加盟，赛季中期又引进巴西球员卡洛斯和席尔瓦。第九轮联赛后，蔺新江辞职，左树声接任主教练。

## 1997年
1997年，天津立飞三星降入甲B联赛、天津万科降入乙级联赛，天津足球在这一年经历了“双降”。

## 1998年
1998年，天津經濟技術開發區接過天津足球這面大旗，将原来的天津三星与天津万科(原天津二队)两队合并成立天津泰达足球俱乐部。泰达的接手使得天津队的面貌焕然一新，尽管主教练蔺新江在用人和战术方面过于保守而被乌拉圭人西蒙内斯 (球队历史上的的首位外籍主教练)取代，但天津泰达队还是在这年的甲B联赛中以11胜11平的不败战绩重返了甲A联赛。

## 1999年
1999年，开发区管委会将足球俱樂部交由其下属的泰达集团管理。同年，俱乐部聘请国内名帅金志扬担任球队主教练。金志扬充分发挥球员特点，扬长避短，最终取得职业联赛以来天津队最好成绩。

## 2000年
本赛季，天津队在转会市场中买入了国门江津，并购入埃莫森等外援。但球队后来却遭遇十轮不胜，老帅金志扬辞职，乌拉圭人内尔松接任。

## 2003年
2003年最后一届甲A联赛中天津泰达与重庆力帆争夺最后一个中超联赛名额.由于中国足球协会规则存在漏洞出现了重庆力帆必须凭借输球才能获得中超名额的情况,但天津泰达队则凭借最后一场对当时强大的上海国际队的胜利使中国足协避免了这种尴尬局面的出现,同时天津泰达也获得了晋级中超联赛的资格。

## 2004年
2004年，刘春明在赛季中取代戚务生出任主教练后，天津队取得首届中国足球超级联赛第6名的职业联赛最佳排名。

## 2005年
2005年，天津队取得了中超联赛第4名的职业联赛最佳排名。

## 2008年
2008年，天津队再次取得中超联赛第4名的并首次入围亚冠联赛。天津队外援前锋路易斯荣膺中国足球超级联赛最佳射手。

## 2009年
2009赛季开始，俱乐部任命了新的总经理李广益。自从这位经理上任开始，历来低调且颇具人气的泰达俱乐部立刻成为了中超俱乐部中最具争议的俱乐部之一。首先，天津泰达在中超联赛取得开局三连胜后，爆出合同门传闻，由于俱乐部的管理层千方百计压缩球队支出，改变原先的球员薪酬体系。这种措施遭到了球员和球迷的反对，随后球队又接连发生两次罢训事件，球员将矛头直指俱乐部总经理李广益，直到董事长刘惠文亲自出面，俱乐部承诺不再追究罢训球员的责任，泰达队的内乱才暂时平息。此后，球队在混乱状态下勉强的完成了糟糕的2009赛季。但在2009赛季结束之后，风波再起。李广益违背承诺，对泰达队进行了大面积的清洗，主教练左树声卸任、副总经理于根伟离任，张烁、白毅等一批球员离队。俱乐部以新任主教练阿里汉为挡箭牌，挂牌罢训球员。于是出现了天津泰达史无前例的第三次罢训。

## 2010年
2010年1月11日，曹阳、谭望嵩、杨君、韩燕鸣四名泰达主力队员在年初球队即将赴海南集训启程的一刻，突然拒绝随队，但后来，在前队长曹阳的妥协下，罢训失败。罢训球员中曹阳归队，谭望嵩、杨君、韩燕鸣离去。由于受到多次罢训事件影响上赛季的大半主力球员也都被球队清洗，球队实力有所下降在中超联赛开局7轮不胜，上半赛季15轮仅取得20分。在下半赛季泰达度过阵容磨合期后越战越勇，15轮比赛拿下30分，11月6日，中超联赛最后一轮天津泰达在客场1-0战胜河南建业，历史性的取得了中超联赛亚军这一最佳排名，并且第二次入围亚冠联赛。

## 2011年
2011年2月，韩燕鸣为罢训风波向球队认错后，重新归队效力。至此历时一年的泰达球员罢训风波也尘埃落定。曹阳、韩燕鸣先后作出检查后归队，谭望嵩与杨君分别加盟河南建业与广州恒大，白毅选择了退役，而张烁选择留洋后于2011年回国加盟深圳凤凰。2011赛季，天津泰达在亚冠联赛中历史性的闯进16强并在中国足协杯决赛凭借王新欣和于大宝的入球2-1击败山东鲁能，首次获得足协杯冠军，也得到2012年亚冠联赛的参赛资格。